# Crisi financera del 2010 a Grècia

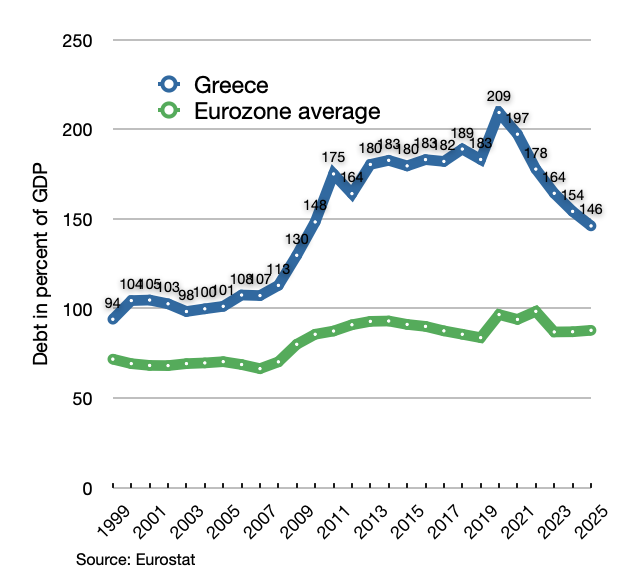
Deute de Grècia, en percentatge sobre el seu PIB, comparat amb la mitjana de la zona euro, des de 1999 i amb projecció per als propers anys

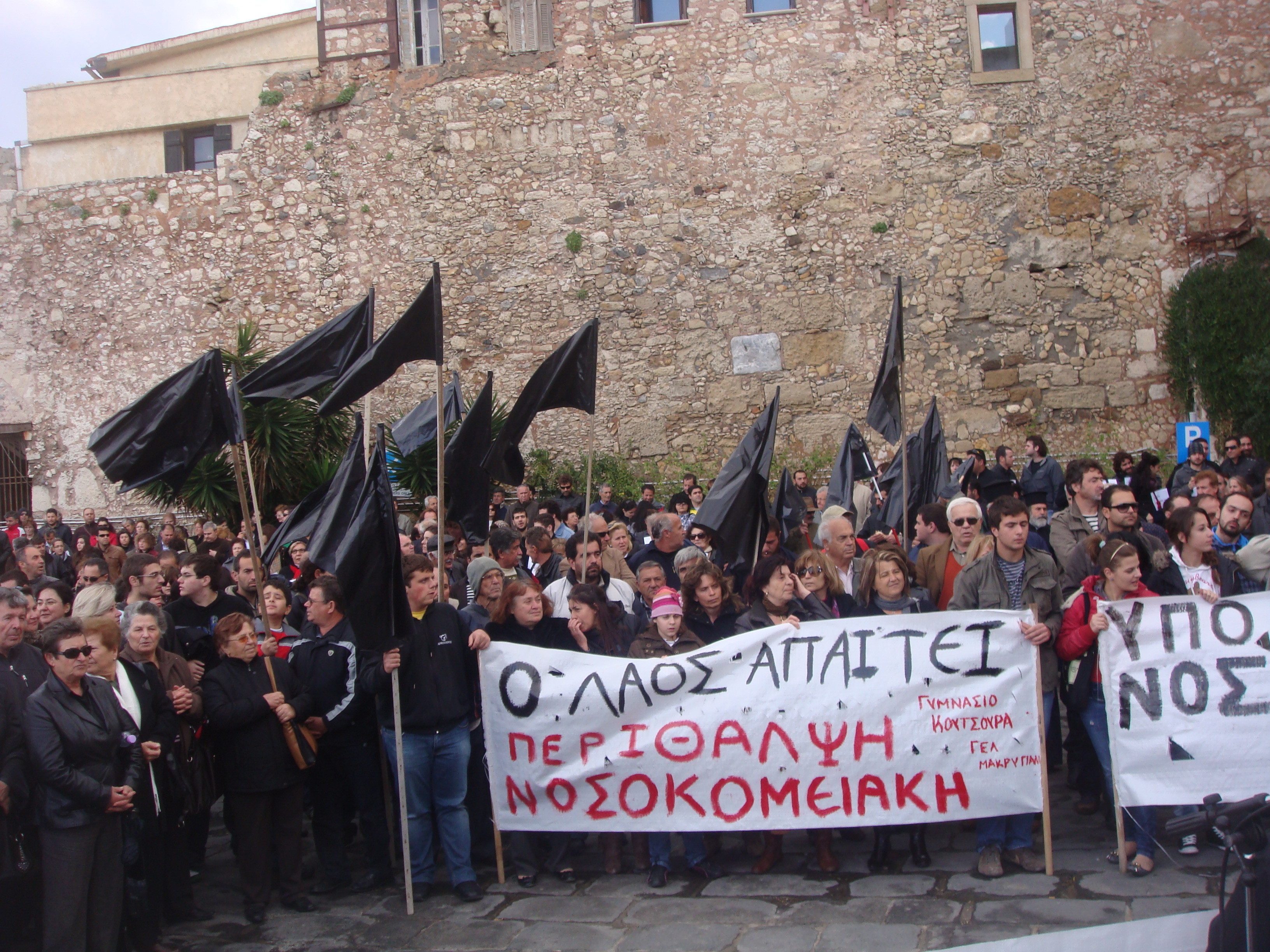
Manifestació de dol pel tancament per part del govern de l'únic hospital de la regió, com a mesura ultraliberal per a afrontar la crisi.

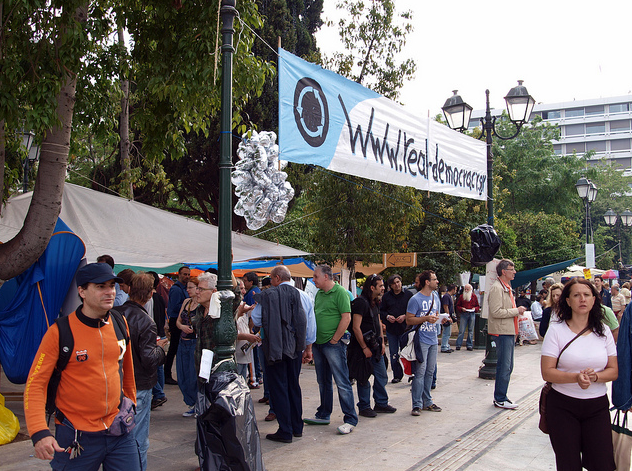
La gestió d'aquesta crisi financera va desencadenar una crisi social reflectida en un seguit de protestes continuades des del maig de 2010

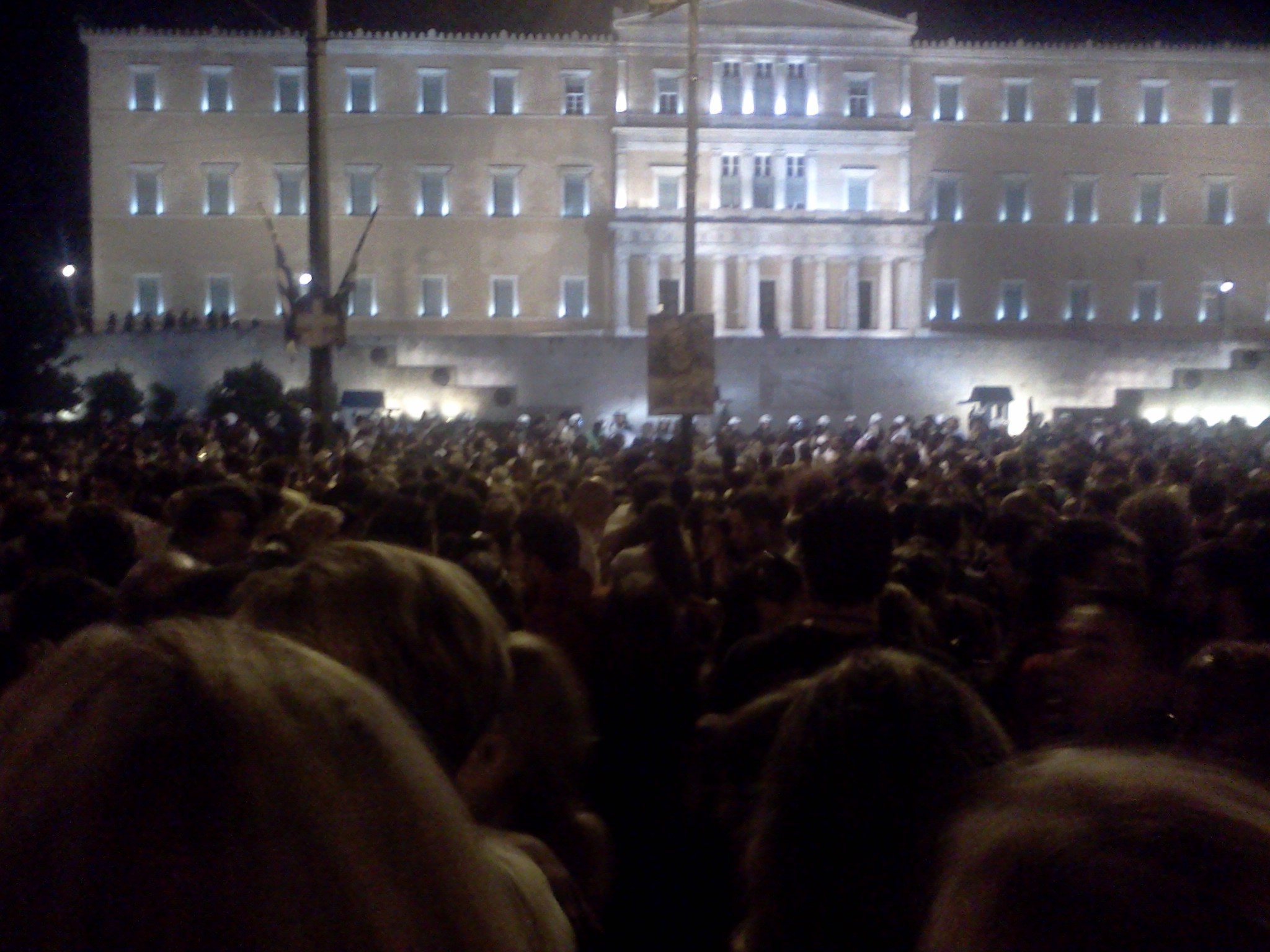
Ciutadans grecs davant el Parlament

La crisi financera a Grècia del 2010 és una forta crisi econòmica i financera que va començar a Grècia el 2010 a conseqüència de l'especulació bancària i que es manté en l'actualitat.

## Causes
Els anys de despeses no controlades, les facilitats per a obtenir crèdits i els fracassos a l'hora d'implementar reformes financeres van deixar Grècia greument exposada a la crisi econòmica global, cosa que van revelar algunes estadístiques que fins aleshores havien estat dissimulades i que demostraven que Grècia superava el dèficit econòmic establert com a límit a la zona euro. El deute del país era superior al seu PIB i alguns analistes van predir que arribaria a equivaldre al 120% d'aquest el 2010. El dèficit del país es trobava en un 12,7%.

## L'anomenat "rescat financer" de la UE i l'FMI
Per aquestes raons, es va pensar que una possible solució podria ser un pla de rescat finançat per la UE i l'FMI. Alguns polítics alemanys van afirmar que els plans de rescat d'emergència haurien de suposar també severes sancions per als països beneficiaris de la UE, com Grècia. Tanmateix, es va considerar que açò no era acceptable segons les normes de sobirania dels estats membres de la zona euro i estats clau com França s'hi van oposar. També va haver-hi crítiques contra l'especulació en els mercats financers; Angela Merkel va afirmar que "algunes institucions que estan sent rescatades amb fons públics estan explotant la situació de crisi a Grècia i en altres llocs".
El 23 d'abril del 2010, el govern grec va demanar l'activació del pla de rescat de la Unió Europea i del Fons Monetari Internacional, i aquest últim va respondre que estava "preparat per a respondre ràpidament a la petició". L'ajuda econòmica necessària es va estimar en 45.000 milions d'euros. Però, el 27 d'abril, l'agència d'avaluació Standard and Poor's va relegar el deute públic del govern grec al nivell d'un 'bo escombraria' i va calcular que alguns inversors podrien perdre entre un 30% i un 50% dels seus diners. Paral·lelament, la UE i l'FMI van considerar necessari augmentar l'ajuda econòmica a Grècia fins a 120.000 milions d'euros. Aquestes notícies van causar un impacte negatiu en la taxa de canvi de l'euro.

## Contrapartides al rescat
A canvi del pla de rescat, el govern grec es va comprometre a aplicar certes mesures d'austeritat, com ara apujar el preu dels carburants i de l'alcohol un 10%, establir l'IVA en un 23%, suprimir les pagues extres dels funcionaris i congelar-los el sou durant els tres anys vinents i allargar l'edat de jubilació fins als seixanta-set anys. Nombrosos partits i sindicats grecs es van oposar a aquestes mesures del govern i va haver-hi diverses manifestacions, vagues generals i disturbis violents fins al punt que, a Atenes, hi van morir tres persones en l'incendi d'una entitat bancària el 5 de maig. L'endemà, els sindicats van convocar més protestes a la plaça Síndagma (Atenes), on es troba el parlament grec, el mateix dia que aquest aprovaria per majoria absoluta el pla d'austeritat.
En estiu del mateix any, el govern grec va aconseguir reduir el dèficit del país en un 40% respecte al gener, complint així amb els objectius plantejats pel FMI, la Comissió Europea i el Banc Mundial per a continuar rebent les ajudes econòmiques. El govern xinés, per la seua part, va anunciar la compra de deute públic a Grècia, així com la col·laboració entre tots dos països en els sectors de la indústria naval i el turisme.

## Noves mesures
Tanmateix, els avanços no van ser suficients i es van haver d'adoptar noves mesures durant l'any 2011, com ara la venda d'empreses públiques per a aconseguir 50.000 milions d'euros, un augment dels impostos sobre les rendes de més de 8.000 € anuals, i una nova reducció de les pensions entre el 6% i el 14%. En agost d'aquest any, es va aprovar un nou impost aplicable a l'exercici 2011-2012 sobre els béns immobiliaris, entre 3 € i 20 € per metre quadrat, amb el qual s'esperen obtenir 4.000 milions d'euros.
La por i la desconfiança que aquesta crisi a Grècia no acabe bé està tenint una influència negativa en les borses mundials, especialment en l'espanyola, ja que hi ha qui diu que el problema es podria estendre a l'estat espanyol.